# Сильянов, Александр Кириллович
Алекса́ндр Кири́ллович Силья́нов (род. 17 февраля 2001, Москва) — российский футболист, защитник московского «Локомотива».

## Клубная карьера
Выступал за молодёжные команды московского ЦСКА. В августа 2019 года перешёл в «Локомотив», где начал выступать за фарм-клуб «Локомотив-Казанка» в первенстве ПФЛ. Дебют состоялся 23 августа в игре с клубом «Знамя труда», в которой Сильянов появился на поле после перерыва вместо Николая Пояркова.
25 июля 2020 года впервые попал в заявку основной команды на матч чемпионата России с «Уралом». 9 декабря дебютировал за «Локомотив» в матче шестого тура группового этапа Лиги чемпионов с мюнхенской «Баварией». На 88-й минуте встречи он вышел на поле вместо Дмитрия Рыбчинского.

## Карьера в сборной
11 февраля 2020 года дебютировал за юношескую сборную России (до 19 лет) в товарищеской встрече со сверстниками из Узбекистана, отыграв первый тайм матча, а после перерыва уступив место на поле Степану Оганесяну.
24 сентября 2022 года дебютировал за национальную сборную России в товарищеском матче против сборной Кыргызстана. 20 ноября 2023 года в матче против сборной Кубы (8:0) забил свой первый мяч за сборную.

## Достижения
Личные
- В списках 33 лучших футболистов чемпионата России (1): № 3 — 2023/24

## Статистика выступлений
| Выступление         | Выступление      | Выступление      | Лига | Лига | Кубки | Кубки | Еврокубки | Еврокубки | Итого | Итого |
| Клуб                | Лига             | Сезон            | Игры | Голы | Игры  | Голы  | Игры      | Голы      | Игры  | Голы  |
| ------------------- | ---------------- | ---------------- | ---- | ---- | ----- | ----- | --------- | --------- | ----- | ----- |
| Локомотив (Москва)  | Премьер-лига     | 2020/21          | 2    | 0    | 0     | 0     | 1         | 0         | 3     | 0     |
| Локомотив (Москва)  | Премьер-лига     | 2021/22          | 8    | 0    | 1     | 0     | 2         | 0         | 11    | 0     |
| Локомотив (Москва)  | Премьер-лига     | 2023/24          | 23   | 2    | 4     | 0     | —         | —         | 27    | 2     |
| Локомотив (Москва)  | Премьер-лига     | 2024/25          | 18   | 1    | 8     | 0     | —         | —         | 26    | 1     |
| Локомотив (Москва)  | Итого            | Итого            | 51   | 3    | 13    | 0     | 3         | 0         | 67    | 3     |
| → Локомотив-Казанка | ПФЛ              | 2019/20          | 11   | 0    | —     | —     | —         | —         | 11    | 0     |
| → Локомотив-Казанка | ПФЛ              | 2020/21          | 6    | 2    | —     | —     | —         | —         | 6     | 2     |
| → Локомотив-Казанка | Итого            | Итого            | 17   | 2    | —     | —     | —         | —         | 17    | 2     |
| → Ростов            | Премьер-лига     | 2021/22          | 12   | 0    | —     | —     | —         | —         | 12    | 0     |
| → Ростов            | Премьер-лига     | 2022/23          | 30   | 2    | 7     | 0     | —         | —         | 37    | 2     |
| → Ростов            | Итого            | Итого            | 42   | 2    | 7     | 0     | —         | —         | 49    | 2     |
| Всего за карьеру    | Всего за карьеру | Всего за карьеру | 110  | 7    | 20    | 0     | 3         | 0         | 133   | 7     |